# Rosewood (Florida)

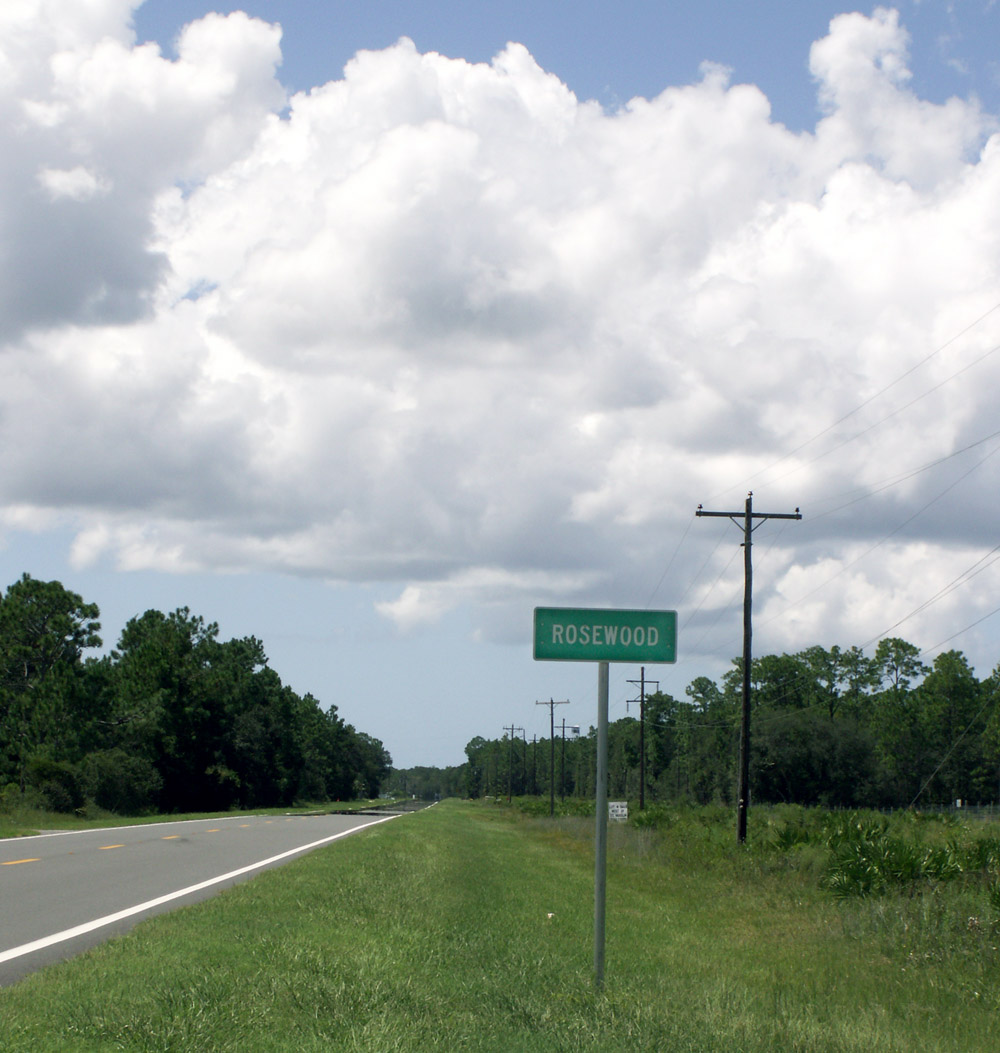
Ortsschild an der Florida State Road 24, das heute an Rosewood erinnert.

Rosewood ist eine Wüstung in Levy County (Florida). Die Siedlung war bis 1923 vorwiegend durch Afroamerikaner bewohnt und wurde im Verlauf des Massakers von Rosewood im Januar 1923 zerstört. Rosewood liegt an der Florida State Road 24 auf halber Strecke zwischen Otter Creek und Cedar Key (jeweils rund 15 km entfernt).

## Geschichte
Die Gegend von Rosewood wurde ab 1847 besiedelt. 1855 gab es entlang eines unbefestigten Weges nach Cedar Key und zum Golf von Mexiko sieben Häuser.
Seit 1870 verfügte Rosewood über eine Bahnstation. 1915 erreichte Rosewood mit etwa 700 Einwohnern seine größte Bevölkerungszahl. 

### Massaker
Das Rosewood-Massaker war ein Ereignis in einer Reihe von Vorfällen. In den Jahren zwischen 1917 und 1923 war es zu zunehmenden Fällen rassistisch motivierter Gewalt gegen Afroamerikaner gekommen. Weiße Mobs griffen in diesem Zeitraum einzelne Schwarze oder schwarze Gemeinschaften an. So waren im September 1920 in Ocoee die Häuser der Afroamerikaner und zwei Kirchen niedergebrannt worden und es war zu Fällen von Lynchjustiz gegen Schwarze wie 1916 an Jesse Washington gekommen. Es kam während der 1920er Jahre in den Vereinigten Staaten zu durchschnittlich 40 Fällen von Lynchmorden im Jahr. Am 31. Dezember 1922 hatte es im nahen Gainesville einen Aufmarsch des Ku-Klux-Klan mit etwa hundert vermummten Teilnehmern gegeben.
Am 1. Januar 1923 behauptete eine Frau namens Fannie Taylor, dass sie von einem afroamerikanischen Mann angegriffen worden sei. Tatsächlich hatte Taylor eine Affäre mit einem Weißen, mit dem sie sich an diesem Morgen gestritten hatte.
Bereits am selben Tag wurde ein Schwarzer wegen des Vorfalls getötet und ein weiterer nach Misshandlungen durch einen Mob durch den Sheriff von Levy County in Gewahrsam genommen. Sheriff Elias „Bob“ Walker wollte hierdurch das Opfer in Sicherheit bringen.
Am 2. Januar begannen sich bewaffnete Weiße zu versammeln. Am Nachmittag des 4. Januar griffen die Weißen das Haus der Familie Carrier in Rosewood an. Sie vermuteten dort einen Täter des angeblichen Angriffs auf Frau Taylor. In dem Haus hatten sich Schwarze verschanzt und es kam zu einer Schießerei, als die Insassen den Weißen den Zutritt verwehrten. Zwei Weiße wurden getötet, andere verletzt. Sarah Carrier wurde während dieser Schießerei getötet. Das Haus wurde schließlich in Brand gesetzt.
Während der Schießerei floh die schwarze Bevölkerung von Rosewood in die nahen Sümpfe und Wälder. Der Mob zündete eine Kirche und mehrere Häuser an. Am 5. Januar kamen zwei- bis dreihundert weitere Weiße aus umliegenden Ortschaften an. Mittlerweile war der Gouverneur Cary A. Hardee über die Vorkommnisse informiert worden. Sheriff Walker meldete aber, dass er keine weiteren Unruhen erwarte. Am 6. Januar wurden Überlebende mit einem Zug evakuiert. Einen Tag später erschienen 100 bis 150 Weiße in Rosewood und verbrannten die verbliebenen Gebäude des Ortes.

#### Juristische Aufarbeitung
Am 11. Februar 1923 wurde in Bronson eine Grand Jury zusammengerufen, um zu entscheiden, ob Anklage wegen des Massakers erhoben werden sollte. Am 15. Februar 1923 entschied die Grand Jury, dass für eine Anklageerhebung keine ausreichenden Beweise vorliegen würden.
Im Jahr 1994 wurde durch den Staat Florida das Rosewood Bill erlassen, durch das sechs noch lebenden Überlebenden des Massakers eine Entschädigung von 150.000 $ zugesprochen wurde.

## Nachwirkungen
John Singleton griff mit dem Film Rosewood Burning von 1997 die Geschehnisse in Rosewood auf.